# Liste der Hamburger Geotope
Auf dem Hamburger Landesgebiet wurden durch das Geologische Landesamt Hamburg 30 Geotope ausgewiesen, davon sind 6 von überregionaler Bedeutung: der Bahrenfelder See, der Findling „Alter Schwede“, der Flutbrack Hohenwisch, das Süßwasserwatt Heuckenlock, das Stellmoorer Tunneltal sowie die Insel Scharhörn.

## Geotope
| Geotopname                                         | Geotoptyp                                   | Stratigrafische Stellung                                | Petrographische Beschreibung                                                                            | Schutzart                                                                                  | Geo- koor- dinate | Bild          | Nr. |
| -------------------------------------------------- | ------------------------------------------- | ------------------------------------------------------- | --- | ------------------------------------------------------------------------------------------ | ----------------- | ------------- | --- |
| Alter Schwede                                      | Findling                                    | Quartär, (Elster-Eiszeit)                               | Grauer Växjö-Granit aus Småland                                                                         | Naturdenkmal                                                                               |                   |               | 01  |
| Bahrenfelder See                                   | Erdfall                                     | Perm, Quartär                                           | - | Landschaftsschutzgebiet                                                                    |                   |               | 02  |
| Boberger Dünen                                     | Düne                                        | Quartär, (Spät-Weichsel-Eiszeit bis Früh-Holozän)       | Feinsand                                                                                                | Teil des NSG Boberger Niederung                                                            |                   |               | 03  |
| Boberger Moor (sonst auch Achtermoor genannt)      | Niedermoor                                  | Quartär, (Holozän)                                      | Torf, Mudde                                                                                             | Teil des NSG Boberger Niederung                                                            |                   | Boberger Moor | 04  |
| Borghorster Brack                                  | Brack im Uferbereich der Elbe               | historische Zeit bis Gegenwart                          | Sand | Teil des NSG Borghorster Elblandschaft                                                     |                   |               | 05  |
| Carlsbrack                                         | Brack im Uferbereich der Elbe               | historische Zeit bis Gegenwart                          | Sand | Teil des NSG Zollenspieker                                                                 |                   |               | 06  |
| Dünen im Klövensteen                               | Düne                                        | Quartär, (Spät-Weichsel-Eiszeit bis Früh-Holozän)       | Feinsand                                                                                                | Landschaftsschutzgebiet Klövensteen                                                        |                   |               | 07  |
| Duvenstedter Brook                                 | ehemaliger Eisstausee                       | Quartär, (Weichsel-Eiszeit)                             | Wechsellagerung von Schluffen und Feinsanden, örtlich von Geschiebelehm/-mergel unterbrochen            | Naturschutzgebiet Duvenstedter Brook                                                       |                   |               | 08  |
| Falkenberg                                         | periglaziales Trockental                    | Quartär, (Saale-Eiszeit, weichseleiszeitlich überformt) | saalezeitliche Schmelzwassersande                                                                       | Teil des NSG Fischbeker Heide                                                              |                   |               | 09  |
| Falkensteiner Trockental                           | periglaziales Trockental                    | Quartär, (Saale-Eiszeit, weichseleiszeitlich überformt) | saalezeitliche Schmelzwassersande                                                                       | Landschaftsschutzgebiet                                                                    |                   |               | 26  |
| Fischbeker Trockental                              | periglaziales Trockental                    | Quartär, (Saale-Eiszeit, weichseleiszeitlich überformt) | saalezeitliche Schmelzwassersande                                                                       | Teil des NSG Fischbeker Heide                                                              |                   |               | 27  |
| Flutbrack Hohenwisch                               | Brack im Uferbereich der Süderelbe          | Gegenwart (17. Februar 1962)                            | Sand | –                                                                                          |                   |               | 10  |
| Gutsbrack                                          | Brack im Uferbereich der Süderelbe          | historische Zeit bis Gegenwart                          | Sand | Naturdenkmal (seit 1981)                                                                   |                   |               | 11  |
| Heuckenlock                                        | tidebeeinflusstes Süßwasserwatt der Elbe    | Quartär, (Holozän bis Gegenwart)                        | Sand, Schlick                                                                                           | Naturschutzgebiet Heuckenlock                                                              |                   |               | 12  |
| Hüsermoor                                          | Toteisloch                                  | Quartär, (Saale-Eiszeit)                                | Torf, Mudde                                                                                             | Teil des NSG Hummelsbütteler Moore                                                         |                   |               | 13  |
| Kiebitzbrack                                       | Brack im Uferbereich der Elbe               | historische Zeit bis Gegenwart                          | Sand | Naturschutzgebiet Kiebitzbrack (seit 1985)                                                 |                   |               | 14  |
| Kiebitzmoor                                        | Toteisloch                                  | Quartär, (Weichsel-Eiszeit)                             | Torf, Mudde                                                                                             | Naturdenkmal                                                                               |                   |               | 15  |
| Mellenberg                                         | Satzendmoräne                               | Quartär, (Weichsel-Eiszeit)                             | Sand, Kies                                                                                              | Landschaftsschutzgebiet                                                                    |                   |               | 16  |
| Neuwerk                                            | Marschinsel                                 | Quartär, (Holozän)                                      | Sand, Klei                                                                                              | Nationalpark Hamburgisches Wattenmeer                                                      |                   |               | 17  |
| Nincoper Moor, Francoper Moor, Vierzigstücker Moor | Nieder-/Übergangs-/Hochmoor                 | Quartär, (Holozän)                                      | Torf, Mudde                                                                                             | Naturschutzgebiet Moorgürtel                                                               |                   |               | 18  |
| Rodenbeker Quellental                              | ehemaliger Eisstausee                       | Quartär, (Weichsel-Eiszeit)                             | Wechsellagerung von Schluffen und Feinsanden, örtlich von Geschiebelehm/-mergel unterbrochen            | Naturschutzgebiet Rodenbeker Quellental                                                    |                   |               | 19  |
| Scharhörn                                          | mobile Sandplate im Tide-Bereich            | Quartär, (Holozän)                                      | Fein- bis Mittelsand                                                                                    | Nationalpark Hamburgisches Wattenmeer                                                      |                   |               | 20  |
| Sievertsche Tongrube                               | marine Ablagerungen der vorletzten Warmzeit | Quartär, (Holstein-Warmzeit)                            | Mudden sowie schillführende Feinsande und Schluffe                                                      | Naturdenkmal                                                                               |                   |               | 21  |
| Stapelfelder Moor                                  | Toteisloch                                  | Quartär, (Saale-Eiszeit)                                | Geschiebelehm, Geschiebemergel                                                                          | Naturschutzgebiet Stapelfelder Moor                                                        |                   |               | 22  |
| Stein von Othmarschen                              | Findling                                    | Quartär, (Saale-Eiszeit)                                | Småland-Granit                                                                                          | –                                                                                          |                   |               | 23  |
| Stellmoorer Tunneltal                              | Tunneltal                                   | Quartär, (Spät-Weichsel-Eiszeit)                        | Kies, Sand, zum Teil mit holozänen Mudden und Torfen verfüllt.                                          | Naturschutzgebiet Stellmoorer Tunneltal                                                    |                   |               | 24  |
| Timmermoor                                         | Toteisloch                                  | Quartär, (Weichsel-Eiszeit)                             | - | Naturdenkmal                                                                               |                   |               | 25  |
| Volksdorfer Teichwiesen                            | Tunneltal                                   | Quartär, (Weichsel-Eiszeit)                             | spät-weichseleiszeitliche Schmelzwasserablagerungen, zum Teil mit holozänen Mudden und Torfen verfüllt. | Naturschutzgebiet Volksdorfer Teichwiesen                                                  |                   |               | 28  |
| Wittmoor                                           | Übergangsmoor/Hochmoor                      | Quartär, (Holozän)                                      | Torf | Naturschutzgebiet Wittmoor                                                                 |                   |               | 29  |
| Wohldorfer Wald                                    | Stauchendmoräne                             | Quartär, (Weichsel-Eiszeit)                             | Sand, Geschiebelehm, Geschiebemergel, zum Teil in den Senken auch Schluff und Mudde                     | Naturschutzgebiet Wohldorfer Wald (östlicher Teil); der Rest steht unter Landschaftsschutz |                   |               | 30  |